# Hypomasticus pachycheilus
Hypomasticus pachycheilus é um gênero de peixe, que foi descrito pela primeira vez por Heraldo A. Britski, em 1976. Hypomasticus pachycheilus pertence ao gênero Hypomasticus e à família Anostomidae. É encontrado na America do Sul, mais especificamente, no Brasil.